# Hans Andersen Brendekilde
Hans Andersen Brendekilde (Brændekilde, 7 aprile 1857 – Jyllinge, 30 marzo 1942) è stato un pittore danese.

## Biografia
Nato Hans Andersen in quella che oggi è una frazione di Odense e lontano parente dello scrittore connazionale Hans Christian Andersen, ebbe un'infanzia povera. All'età di 10 anni lasciò la sua famiglia per vivere come pastore, dedicandosi poi dai 14 ai 17 anni alla lavorazione del legno.
Nel 1877 imparò la pittura floreale e fu ammesso all'Accademia delle belle arti di Copenaghen, apprendendo con il maestro Jens Adolf Jerichau, per restarci fino al 1881. Nonostante fosse stato educato come scultore, iniziò a praticare la pittura.
Conoscendo e diventando amico di Laurits Andersen Ring, sviluppano insieme un realismo sociale pittorico prevalentemente en plein air molto caratteristico, nel periodo che va dal 1880 circa al 1920.
Alcuni dei dipinti di Brendekilde e del suo amico Ring divennero famosi e vinsero anche dei premi. Per il fatto di avere entrambi come cognome Andersen e di produrre dipinti simili, a causa dei malintesi e delle confusioni generate, decisero di adottare invece come nuovo cognome quello dei rispettivi villaggi in cui nacquero.
Nel 1889, l'anno dell'esposizione universale di Parigi (presso cui si recarono i due amici pittori), Brendekilde dipinse il suo quadro più famoso, Udslidt, che avrebbe influenzato Edvard Munch nel dipingere il famoso urlo qualche anno dopo.
Continuando la sua pittura, anche ritrattistica e impressionistica, costruì a Jyllinge una grande casa e coltivò oltre 3000 specie di fiori nel suo giardino.

## Galleria d'immagini

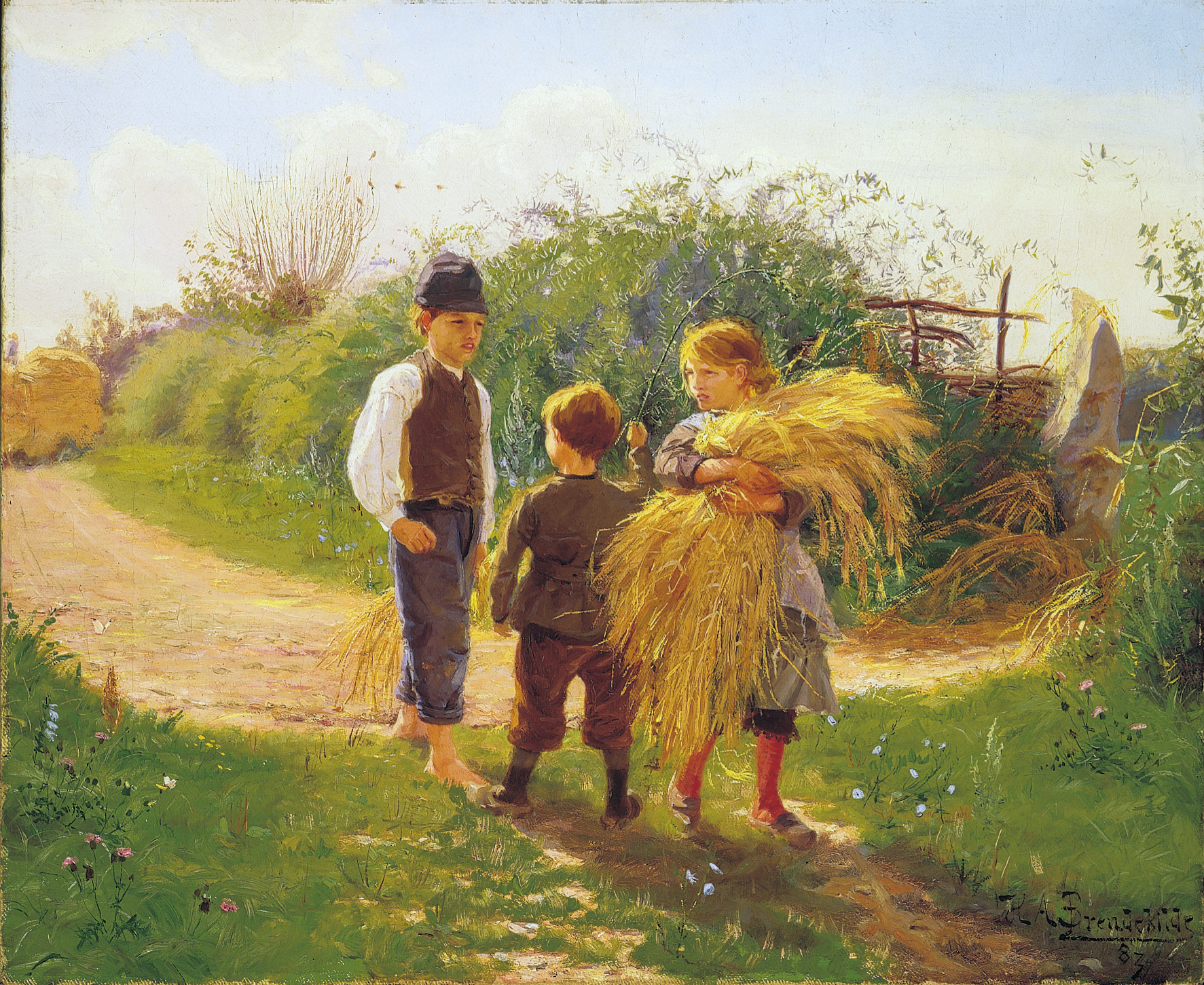
Aksesamlere, 1883
En landevej ("Un'autostrada"), 1893
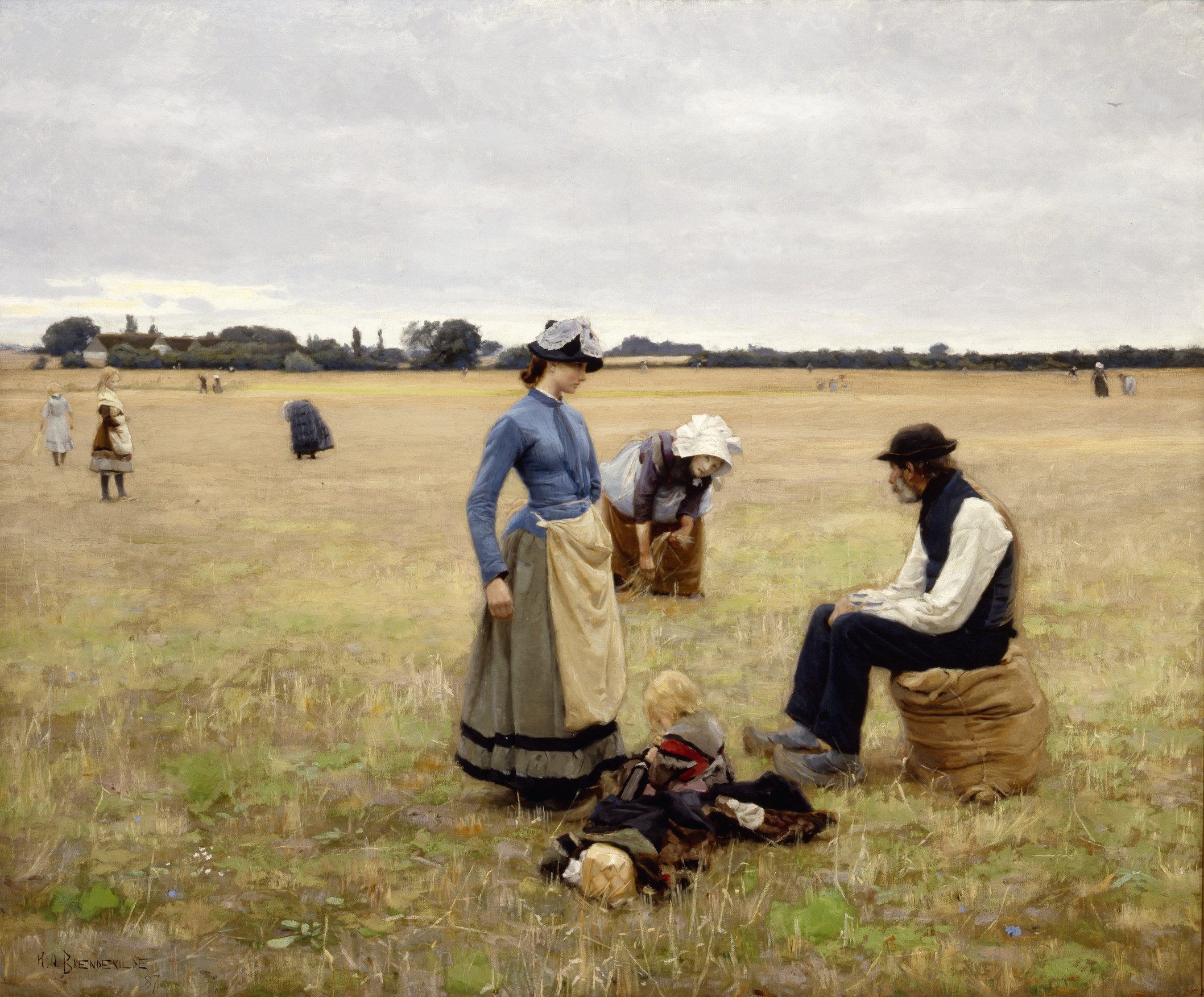
Fortrykt ("Oppressi"), 1887
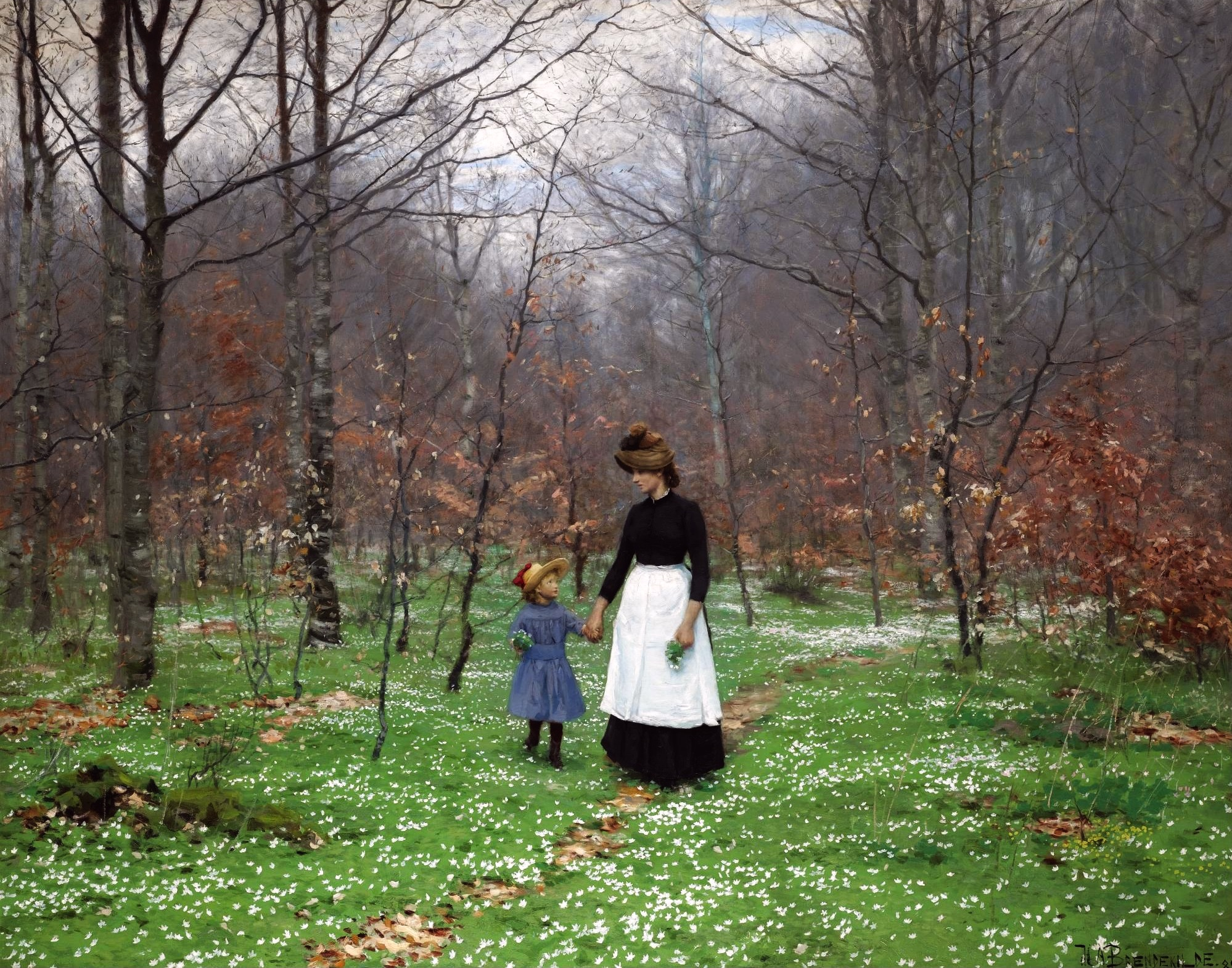
De første anemoner, 1889
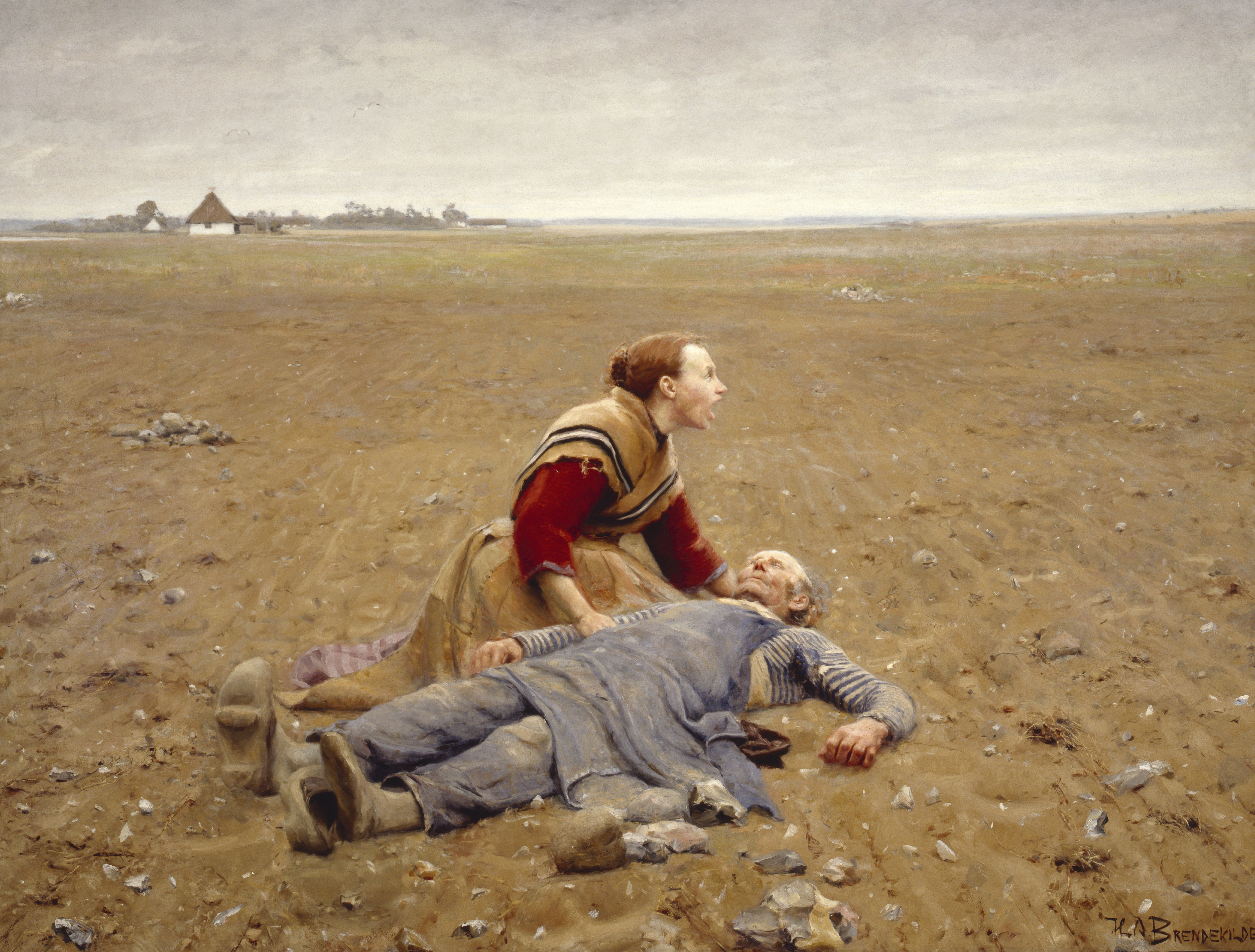
Udslidt, 1889
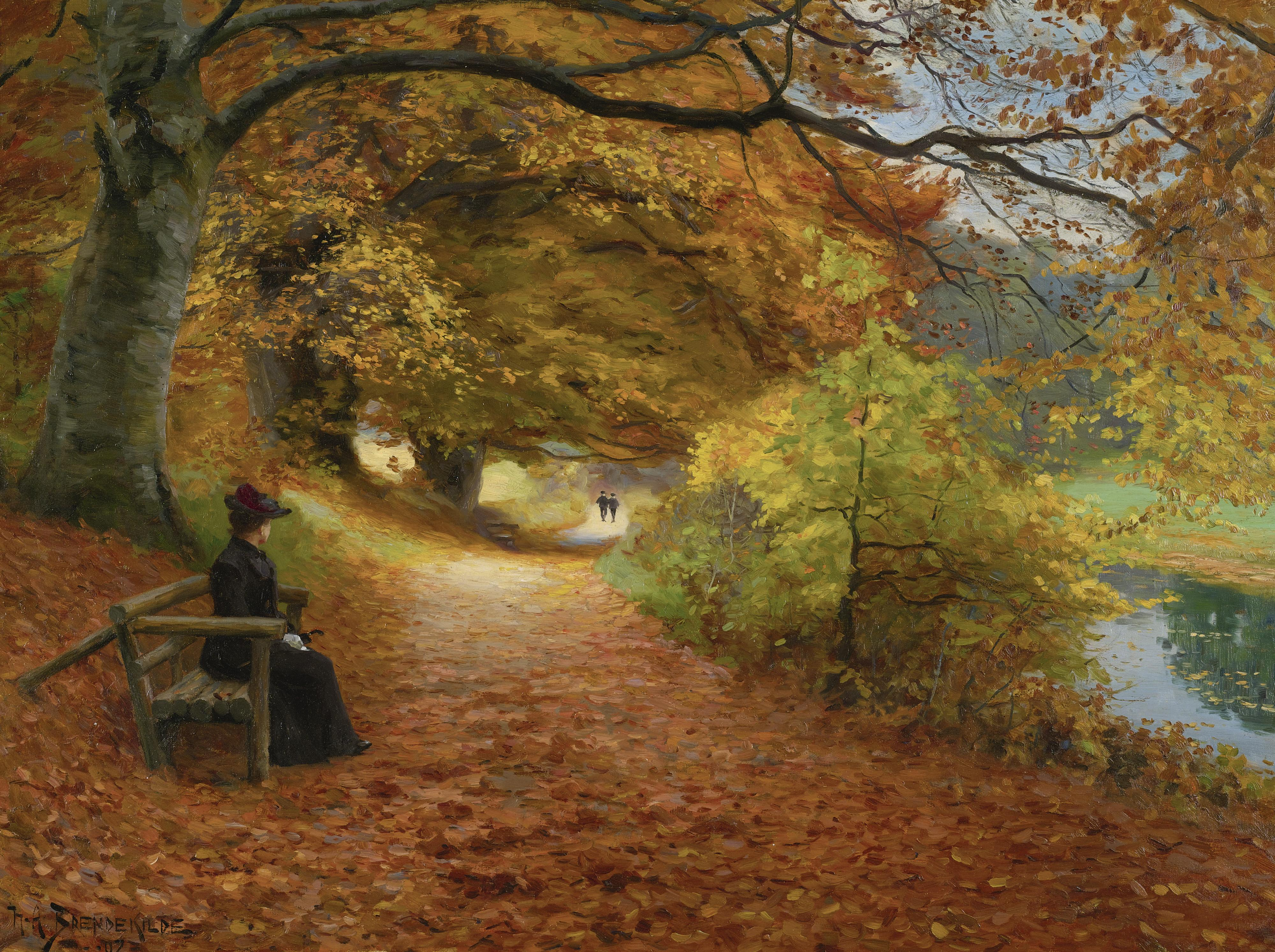
Un sentiero legnoso in autunno, 1902
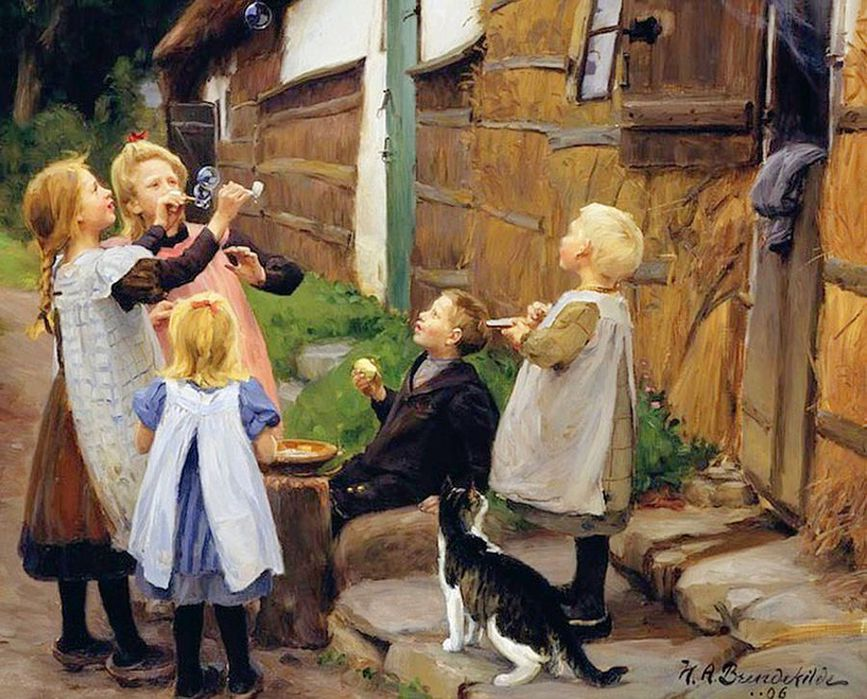
Sæbebobler ("Bolle di sapone"), 1906
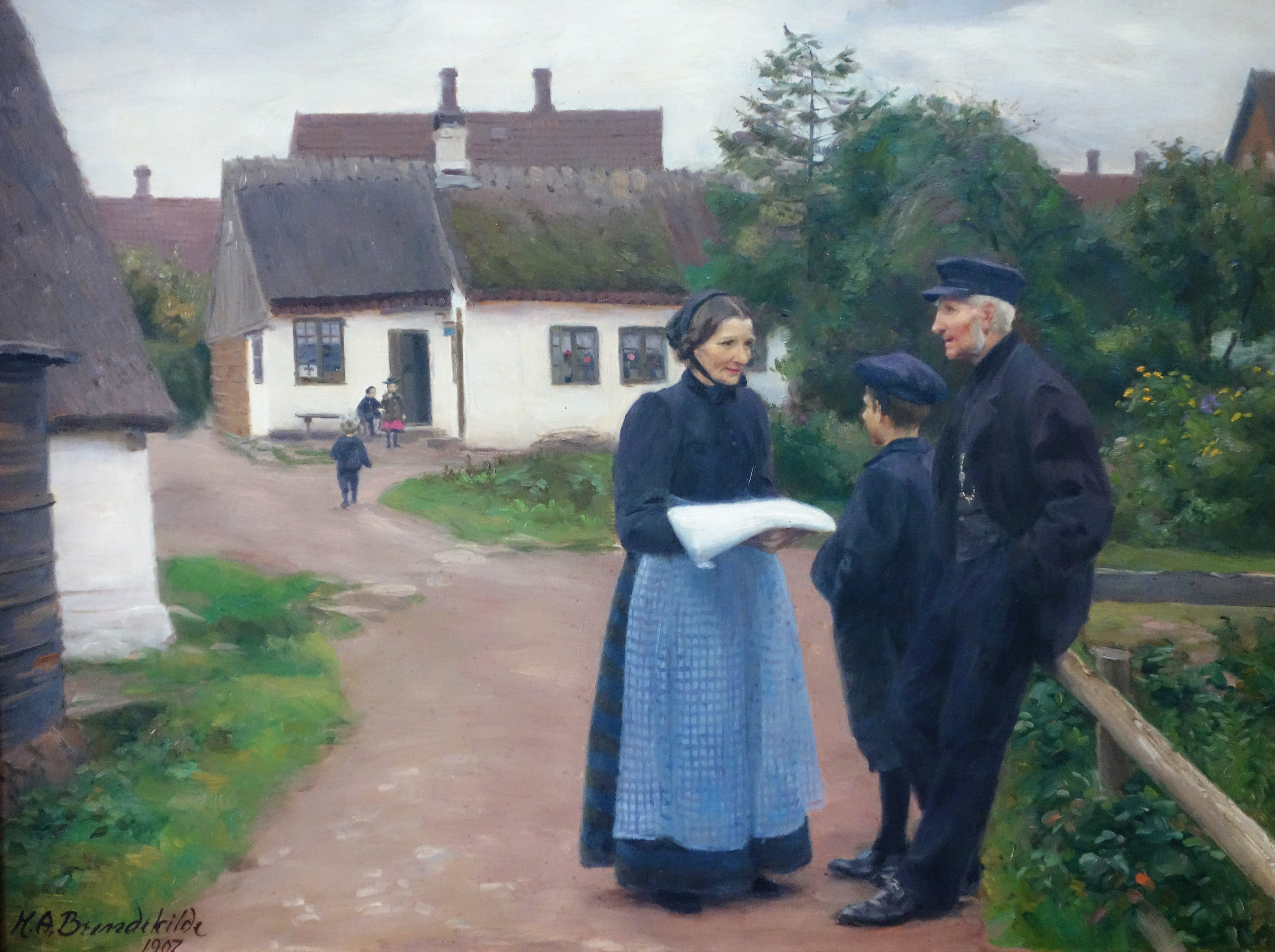
Susaavej 3, Lille Næstved. Familien Rasmussens hus, 1907
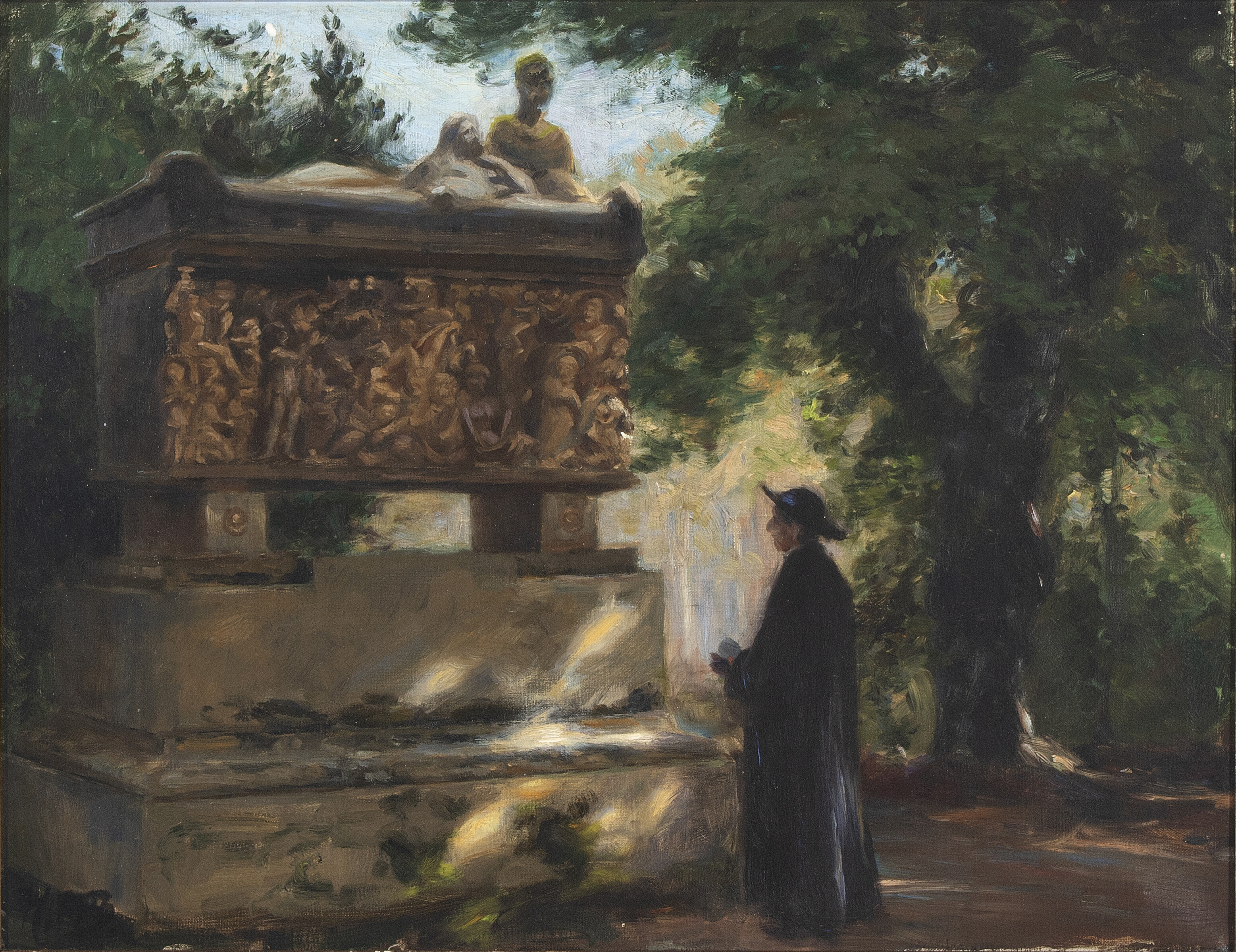
Pater cattolico davanti a un sarcofago, 1909.